# Tir à la corde aux Jeux olympiques de 1908
Navigation
Édition précédente Édition suivante

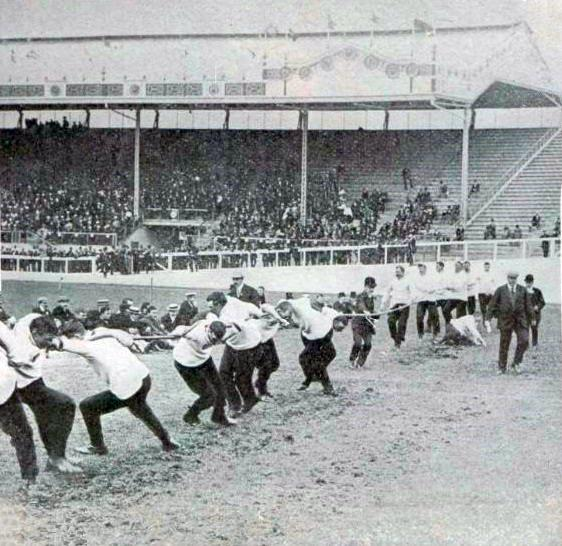
Jeux Olympiques de 1908, finale de tir à la corde, victoire de la City Police sur la Liverpool Police.

Résultats des épreuves de tir à la corde aux Jeux olympiques de 1908 à Londres au Royaume-Uni.

## Résultats
| Épreuve | Or                                | argent                       | Bronze                          |
| Hommes  | Royaume-Uni City of London Police | Royaume-Uni Liverpool Police | Royaume-Uni Metropolitan Police |

## Participants

### Royaume-Uni

#### City of London Police
- Edward Barrett
- John Duke
- Frederick Goodfellow
- Frederick Humphreys
- William Hirons
- Albert Ireton
- Frederick Merriman
- Edwin Mills
- John James Shepherd

#### Liverpool Police
- James Clarke
- Thomas Butler
- C. Foden
- William Greggan
- Alexander Kidd
- Daniel Lowey
- Patrick Philbin
- George Smith
- Thomas Swindlehurst

#### Metropolitan Police "K" Division
- Walter Chaffe
- Joseph Dowler
- Ernest Ebbage
- Thomas Homewood
- Alexander Munro
- William Slade
- Walter Tammas
- T. J. Williams
- James Woodget

### Suède
- Albrekt Almqwist
- Frans Fast
- Carl-Emil Johansson
- Emil Johansson
- Knut Johansson
- Karl Krook
- Karl-Gustaf Nilsson
- Anders Wollgarth

### États-Unis
- Wilbur Burroughs
- Wesley Coe
- Arthur Dearborn
- John Jesus Flanagan
- Marquis Horr
- Matt McGrath
- Ralph Rose
- Lee Talbott